# Liste des ministres belges des Affaires étrangères
Pour les autres articles nationaux ou selon les autres juridictions, voir Ministre des Affaires étrangères.
Cette page donne la liste des  ministres belges chargés des affaires étrangères ; le nom exact de la fonction peut varier au fil des nominations ministérielles.
Depuis le 3 février 2025, le ministre des Affaires étrangères, des Affaires européennes et de la Coopération au développement est Maxime Prévot, au sein du gouvernement de Bart De Wever.

## Liste des ministres belges des Affaires étrangères (depuis 1831)
| Titulaire | Titulaire                | Titulaire                                                                                | Titulaire                                      | Parti                                                     | Mandat                                                          | Gouvernement | Portefeuille ministériel | Souverain                                                 |
| --------- | ------------------------ | ---------------------------------------------------------------------------------------- | ---------------------------------------------- | --------------------------------------------------------- | --------------------------------------------------------------- | --- | --- | --------------------------------------------------------- |
| 1         |                          |                                                                                          | Sylvain Van de Weyer (1802-1874)               | Libéral                                                   | 26 février – 23 mars 1831 (25 jours)                            | de Gerlache | Ministre des Affaires étrangères | Surlet de Chokier (1831) Régence                          |
| 2         |                          |                                                                                          | Joseph Lebeau (1794-1865)                      | Libéral                                                   | 28 mars – 21 juillet 1831 (3 mois et 23 jours)                  | Lebeau I | Ministre des Affaires étrangères | Surlet de Chokier (1831) Régence                          |
| 3         |                          |                                                                                          | Félix de Mûelenaere (1793-1862)                | Catholique                                                | 24 juillet 1831 – 17 septembre 1832 (1 an, 1 mois et 24 jours)  | de Mûelenaere | Ministre des Affaires étrangères | Léopold Ier (1831-1865)                                   |
| 4         |                          |                                                                                          | Albert Goblet d'Alviella (1790-1873)           | Libéral                                                   | 17 septembre 1832 – 4 août 1834 (1 an, 10 mois et 18 jours)     | de Mûelenaere | Ministre des Affaires étrangères | Léopold Ier (1831-1865)                                   |
| 4         | Goblet                   | Chef de cabinet et ministre des Affaires étrangères                                      | Albert Goblet d'Alviella (1790-1873)           | Libéral                                                   | 17 septembre 1832 – 4 août 1834 (1 an, 10 mois et 18 jours)     | | | Léopold Ier (1831-1865)                                   |
| (3)       |                          |                                                                                          | Félix de Mûelenaere (1793-1862)                | Catholique                                                | 4 août 1834 – 1er décembre 1836 (2 ans, 3 mois et 27 jours)     | de Theux I | Ministre des Affaires étrangères | Léopold Ier (1831-1865)                                   |
| 5         |                          |                                                                                          | Barthélemy de Theux de Meylandt (1794-1874)    | Catholique                                                | 1er décembre 1836 – 18 avril 1840 (3 ans, 4 mois et 17 jours)   | de Theux I | Chef de cabinet et ministre des Affaires étrangères                                                                                         | Léopold Ier (1831-1865)                                   |
| (2)       |                          |                                                                                          | Joseph Lebeau (1794-1865)                      | Libéral                                                   | 18 avril 1840 – 13 avril 1841 (11 mois et 26 jours)             | Lebeau II | Chef de cabinet | Léopold Ier (1831-1865)                                   |
| 6         |                          |                                                                                          | Camille de Briey (1799-1877)                   | Catholique                                                | 13 avril 1841 – 16 avril 1843 (2 ans et 3 jours)                | Nothomb | Ministre des Affaires étrangères et des Finances                                                                                            | Léopold Ier (1831-1865)                                   |
| (4)       |                          |                                                                                          | Albert Goblet d'Alviella (1790-1873)           | Libéral                                                   | 16 avril 1843 – 30 juillet 1845 (2 ans, 3 mois et 14 jours)     | Nothomb | Ministre des Affaires étrangères et des Finances                                                                                            | Léopold Ier (1831-1865)                                   |
| 7         |                          |                                                                                          | Adolphe Dechamps (1807-1875)                   | Catholique                                                | 30 juillet 1845 – 12 août 1847 (2 ans et 13 jours)              | Van de Weyer | Ministre des Affaires étrangères | Léopold Ier (1831-1865)                                   |
| 7         | de Theux II              |                                                                                          | Adolphe Dechamps (1807-1875)                   | Catholique                                                | 30 juillet 1845 – 12 août 1847 (2 ans et 13 jours)              | | Ministre des Affaires étrangères | Léopold Ier (1831-1865)                                   |
| 8         |                          |                                                                                          | Constant d'Hoffschmidt (1804-1873)             | Parti libéral                                             | 12 août 1847 – 31 octobre 1852 (5 ans, 2 mois et 19 jours)      | Rogier I | Ministre des Affaires étrangères | Léopold Ier (1831-1865)                                   |
| 9         |                          |                                                                                          | Henri de Brouckère (1801-1891)                 | Parti libéral                                             | 31 octobre 1852 – 30 mars 1855 (2 ans, 4 mois et 27 jours)      | de Brouckère | Chef de cabinet et ministre des Affaires étrangères                                                                                         | Léopold Ier (1831-1865)                                   |
| 10        |                          |                                                                                          | Charles Vilain XIIII (1803-1878)               | Catholique                                                | 30 mars 1855 – 9 novembre 1857 (2 ans, 7 mois et 10 jours)      | De Decker | Ministre des Affaires étrangères | Léopold Ier (1831-1865)                                   |
| 11        |                          |                                                                                          | Adolphe de Vrière (1806-1885)                  | Parti libéral                                             | 9 novembre 1857 – 26 octobre 1861 (3 ans, 11 mois et 17 jours)  | Rogier II | Ministre des Affaires étrangères | Léopold Ier (1831-1865)                                   |
| 12        |                          |                                                                                          | Charles Rogier (1800-1885)                     | Parti libéral                                             | 26 octobre 1861 – 3 janvier 1868 (6 ans, 2 mois et 8 jours)     | Rogier II | Chef de cabinet et ministre des Affaires étrangères                                                                                         | Léopold Ier (1831-1865)                                   |
| 12        | Léopold II (1865-1909)   |                                                                                          | Charles Rogier (1800-1885)                     | Parti libéral                                             | 26 octobre 1861 – 3 janvier 1868 (6 ans, 2 mois et 8 jours)     | Rogier II | Chef de cabinet et ministre des Affaires étrangères                                                                                         |                                                           |
| 13        |                          |                                                                                          | Jules Vander Stichelen (1822-1880)             | Parti libéral                                             | 3 janvier 1868 – 2 juillet 1870 (2 ans, 5 mois et 29 jours)     | Frère-Orban I | Ministre des Affaires étrangères |                                                           |
| 14        |                          |                                                                                          | Jules Joseph d'Anethan (1803-1888)             | Catholique                                                | 2 juillet 1870 – 7 décembre 1871 (1 an, 5 mois et 5 jours)      | d'Anethan | Chef de cabinet et ministre des Affaires étrangères                                                                                         |                                                           |
| 15        |                          |                                                                                          | Guillaume d'Aspremont Lynden (1815-1889)       | Catholique                                                | 7 décembre 1871 – 19 juin 1878 (6 ans, 6 mois et 12 jours)      | Malou I | Ministre des Affaires étrangères |                                                           |
| 16        |                          |                                                                                          | Walthère Frère-Orban (1812-1896)               | Parti libéral                                             | 19 juin 1878 – 16 juin 1884 (5 ans, 11 mois et 28 jours)        | Frère-Orban II | Chef de cabinet et ministre des Affaires étrangères                                                                                         |                                                           |
| 17        |                          |                                                                                          | Alphonse de Moreau (1840-1911)                 | Parti catholique                                          | 16 juin – 26 octobre 1884 (4 mois et 10 jours)                  | Malou II | Ministre des Affaires étrangères |                                                           |
| 18        |                          |                                                                                          | Joseph de Riquet de Caraman Chimay (1836-1892) | Parti catholique                                          | 26 octobre 1884 – 29 mars 1892 (7 ans, 5 mois et 3 jours)       | Beernaert | Ministre des Affaires étrangères |                                                           |
| 19        |                          |                                                                                          | Auguste Beernaert (1829-1912)                  | Parti catholique                                          | 29 mars – 31 octobre 1892 (7 mois et 2 jours)                   | Beernaert | Chef de cabinet et ministre des Affaires étrangères                                                                                         |                                                           |
| 20        |                          |                                                                                          | Henri de Merode-Westerloo (1856-1908)          | Parti catholique                                          | 31 octobre 1892 – 25 mars 1895 (2 ans, 4 mois et 22 jours)      | Beernaert | Ministre des Affaires étrangères |                                                           |
| 20        | de Burlet                |                                                                                          | Henri de Merode-Westerloo (1856-1908)          | Parti catholique                                          | 31 octobre 1892 – 25 mars 1895 (2 ans, 4 mois et 22 jours)      | | Ministre des Affaires étrangères |                                                           |
| 21        |                          |                                                                                          | Jules de Burlet (1844-1897)                    | Parti catholique                                          | 25 mars 1895 – 11 janvier 1896 (9 mois et 17 jours)             | Chef de cabinet et ministre des Affaires étrangères                                                                         | |                                                           |
| 22        |                          |                                                                                          | Jacques-Joseph Brassine (1830-1899)            | Extra-parlementaire                                       | 11 janvier – 25 février 1896 (1 mois et 14 jours)               | Ministre des Affaires étrangères                                                                                            | |                                                           |
| 23        |                          |                                                                                          | Paul de Favereau (1856-1922)                   | Parti catholique                                          | 25 février 1896 – 2 mai 1907 (11 ans, 2 mois et 7 jours)        | de Smet de Naeyer I | Ministre des Affaires étrangères |                                                           |
| 23        | Vandenpeereboom          |                                                                                          | Paul de Favereau (1856-1922)                   | Parti catholique                                          | 25 février 1896 – 2 mai 1907 (11 ans, 2 mois et 7 jours)        | | Ministre des Affaires étrangères |                                                           |
| 23        | de Smet de Naeyer II     |                                                                                          | Paul de Favereau (1856-1922)                   | Parti catholique                                          | 25 février 1896 – 2 mai 1907 (11 ans, 2 mois et 7 jours)        | | Ministre des Affaires étrangères |                                                           |
| 24        |                          |                                                                                          | Julien Davignon (1854-1916)                    | Parti catholique                                          | 2 mai 1907 – 18 janvier 1916 (8 ans, 8 mois et 16 jours)        | de Trooz | Ministre des Affaires étrangères |                                                           |
| 24        | Schollaert               |                                                                                          | Julien Davignon (1854-1916)                    | Parti catholique                                          | 2 mai 1907 – 18 janvier 1916 (8 ans, 8 mois et 16 jours)        | | Ministre des Affaires étrangères |                                                           |
| 24        | Albert Ier (1909-1934)   |                                                                                          | Julien Davignon (1854-1916)                    | Parti catholique                                          | 2 mai 1907 – 18 janvier 1916 (8 ans, 8 mois et 16 jours)        | | Ministre des Affaires étrangères |                                                           |
| 25        |                          |                                                                                          | Eugène Beyens (1855-1934)                      | Parti catholique                                          | 18 janvier 1916 – 4 août 1917 (1 an, 6 mois et 17 jours)        | de Broqueville I | Ministre des Affaires étrangères |                                                           |
| 26        |                          |                                                                                          | Charles de Broqueville (1860-1940)             | Parti catholique                                          | 4 août 1917 – 1er janvier 1918 (4 mois et 28 jours)             | de Broqueville I | Premier ministre et ministre des Affaires étrangères                                                                                        |                                                           |
| 27        |                          |                                                                                          | Paul Hymans (1865-1941)                        | Parti libéral                                             | 1er janvier 1918 – 28 août 1920 (2 ans, 7 mois et 27 jours)     | de Broqueville I | Ministre des Affaires étrangères |                                                           |
| 27        | Cooreman                 |                                                                                          | Paul Hymans (1865-1941)                        | Parti libéral                                             | 1er janvier 1918 – 28 août 1920 (2 ans, 7 mois et 27 jours)     | | Ministre des Affaires étrangères |                                                           |
| 27        | Delacroix I              |                                                                                          | Paul Hymans (1865-1941)                        | Parti libéral                                             | 1er janvier 1918 – 28 août 1920 (2 ans, 7 mois et 27 jours)     | | Ministre des Affaires étrangères |                                                           |
| 27        | Delacroix II             |                                                                                          | Paul Hymans (1865-1941)                        | Parti libéral                                             | 1er janvier 1918 – 28 août 1920 (2 ans, 7 mois et 27 jours)     | | Ministre des Affaires étrangères |                                                           |
| 28        |                          |                                                                                          | Léon Delacroix (1867-1929)                     | Parti catholique                                          | 28 août – 20 novembre 1920 (2 mois et 23 jours)                 | Premier ministre et ministre des Affaires étrangères                                                                        | |                                                           |
| 29        |                          |                                                                                          | Henri Jaspar (1870-1939)                       | Parti catholique                                          | 20 novembre 1920 – 11 mars 1924 (3 ans, 3 mois et 20 jours)     | Carton de Wiart | Ministre des Affaires étrangères |                                                           |
| 29        | Theunis I                |                                                                                          | Henri Jaspar (1870-1939)                       | Parti catholique                                          | 20 novembre 1920 – 11 mars 1924 (3 ans, 3 mois et 20 jours)     | | Ministre des Affaires étrangères |                                                           |
| (27)      |                          |                                                                                          | Paul Hymans (1865-1941)                        | Parti libéral                                             | 11 mars 1924 – 13 mai 1925 (1 an, 2 mois et 2 jours)            | Ministre des Affaires étrangères                                                                                            | |                                                           |
| 30        |                          |                                                                                          | Albéric Ruzette (1866-1929)                    | Parti catholique                                          | 13 mai – 17 juin 1925 (1 mois et 4 jours)                       | Vande de Vyvere | Ministre des Affaires étrangères ad interim                                                                                                 |                                                           |
| 31        |                          |                                                                                          | Émile Vandervelde (1866-1938)                  | POB                                                       | 17 juin 1925 – 21 novembre 1927 (2 ans, 5 mois et 4 jours)      | Poullet | Ministre des Affaires étrangères |                                                           |
| 31        | Jaspar I                 |                                                                                          | Émile Vandervelde (1866-1938)                  | POB                                                       | 17 juin 1925 – 21 novembre 1927 (2 ans, 5 mois et 4 jours)      | | Ministre des Affaires étrangères |                                                           |
| (27)      |                          |                                                                                          | Paul Hymans (1865-1941)                        | Parti libéral                                             | 21 novembre 1927 – 12 juin 1934 (6 ans, 6 mois et 22 jours)     | Jaspar II | Ministre des Affaires étrangères |                                                           |
| (27)      | Renkin                   |                                                                                          | Paul Hymans (1865-1941)                        | Parti libéral                                             | 21 novembre 1927 – 12 juin 1934 (6 ans, 6 mois et 22 jours)     | | Ministre des Affaires étrangères |                                                           |
| (27)      | de Broqueville III       |                                                                                          | Paul Hymans (1865-1941)                        | Parti libéral                                             | 21 novembre 1927 – 12 juin 1934 (6 ans, 6 mois et 22 jours)     | | Ministre des Affaires étrangères |                                                           |
| (27)      | Léopold III (1934-1951)  |                                                                                          | Paul Hymans (1865-1941)                        | Parti libéral                                             | 21 novembre 1927 – 12 juin 1934 (6 ans, 6 mois et 22 jours)     | | Ministre des Affaires étrangères |                                                           |
| (29)      |                          |                                                                                          | Henri Jaspar (1870-1939)                       | Parti catholique                                          | 12 juin – 29 novembre 1934 (5 mois et 17 jours)                 | Ministre des Affaires étrangères                                                                                            | |                                                           |
| (27)      |                          |                                                                                          | Paul Hymans (1865-1941)                        | Parti libéral                                             | 29 novembre 1934 – 25 mars 1935 (3 mois et 24 jours)            | Theunis II | Ministre des Affaires étrangères et du Commerce extérieur                                                                                   |                                                           |
| 32        |                          |                                                                                          | Paul Van Zeeland (1893-1973)                   | Parti catholique                                          | 25 mars 1935 – 13 juin 1936 (1 an, 2 mois et 19 jours)          | Van Zeeland I | Premier ministre et ministre des Affaires étrangères                                                                                        |                                                           |
| 33        |                          |                                                                                          | Paul-Henri Spaak (1899-1972)                   | POB                                                       | 13 juin 1936 – 22 février 1939 (2 ans, 8 mois et 9 jours)       | Van Zeeland II | Ministre des Affaires étrangères et du Commerce extérieur                                                                                   |                                                           |
| 33        | Janson                   | Ministre des Affaires étrangères                                                         | Paul-Henri Spaak (1899-1972)                   | POB                                                       | 13 juin 1936 – 22 février 1939 (2 ans, 8 mois et 9 jours)       | | |                                                           |
| 33        | Spaak I                  | Premier ministre et ministre des Affaires étrangères                                     | Paul-Henri Spaak (1899-1972)                   | POB                                                       | 13 juin 1936 – 22 février 1939 (2 ans, 8 mois et 9 jours)       | | |                                                           |
| 34        |                          |                                                                                          | Eugène Soudan (1880-1960)                      | POB                                                       | 22 février – 18 avril 1939 (1 mois et 27 jours)                 | Pierlot I | Ministre des Affaires étrangères et du Commerce extérieur                                                                                   |                                                           |
| 35        |                          |                                                                                          | Hubert Pierlot (1883-1963)                     | Parti catholique                                          | 18 avril – 3 septembre 1939 (4 mois et 16 jours)                | Pierlot II | Premier ministre et ministre des Affaires étrangères et du Commerce extérieur                                                               |                                                           |
| (33)      |                          |                                                                                          | Paul-Henri Spaak (1899-1972)                   | POB                                                       | 3 septembre 1939 – 11 août 1949 (9 ans, 11 mois et 8 jours)     | Pierlot III | Ministre des Affaires étrangères et du Commerce extérieur                                                                                   |                                                           |
| (33)      | Pierlot IV               | Ministre des Affaires étrangères, de l'Information et de la Propagande                   | Paul-Henri Spaak (1899-1972)                   | POB                                                       | 3 septembre 1939 – 11 août 1949 (9 ans, 11 mois et 8 jours)     | | |                                                           |
| (33)      | Pierlot V                | Ministre des Affaires étrangères et du Commerce extérieur                                | Paul-Henri Spaak (1899-1972)                   | POB                                                       | 3 septembre 1939 – 11 août 1949 (9 ans, 11 mois et 8 jours)     | Prince Charles (Régence) (1944-1950)                                                                                        | |                                                           |
| (33)      | Pierlot VI               | Ministre des Affaires étrangères et du Commerce extérieur                                | Paul-Henri Spaak (1899-1972)                   | POB                                                       | 3 septembre 1939 – 11 août 1949 (9 ans, 11 mois et 8 jours)     | Prince Charles (Régence) (1944-1950)                                                                                        | |                                                           |
| (33)      | PSB-BSP                  | Ministre des Affaires étrangères et du Commerce extérieur                                | Paul-Henri Spaak (1899-1972)                   | Van Acker I                                               | 3 septembre 1939 – 11 août 1949 (9 ans, 11 mois et 8 jours)     | Prince Charles (Régence) (1944-1950)                                                                                        | |                                                           |
| (33)      | PSB-BSP                  | Ministre des Affaires étrangères et du Commerce extérieur                                | Paul-Henri Spaak (1899-1972)                   | Van Acker II                                              | 3 septembre 1939 – 11 août 1949 (9 ans, 11 mois et 8 jours)     | Prince Charles (Régence) (1944-1950)                                                                                        | |                                                           |
| (33)      | PSB-BSP                  | Spaak II                                                                                 | Paul-Henri Spaak (1899-1972)                   | Premier ministre et ministre des Affaires étrangères      | 3 septembre 1939 – 11 août 1949 (9 ans, 11 mois et 8 jours)     | Prince Charles (Régence) (1944-1950)                                                                                        | |                                                           |
| (33)      | PSB-BSP                  | Van Acker III                                                                            | Paul-Henri Spaak (1899-1972)                   | Ministre des Affaires étrangères et du Commerce extérieur | 3 septembre 1939 – 11 août 1949 (9 ans, 11 mois et 8 jours)     | Prince Charles (Régence) (1944-1950)                                                                                        | |                                                           |
| (33)      | PSB-BSP                  | Huysmans                                                                                 | Paul-Henri Spaak (1899-1972)                   | Ministre des Affaires étrangères et du Commerce extérieur | 3 septembre 1939 – 11 août 1949 (9 ans, 11 mois et 8 jours)     | Prince Charles (Régence) (1944-1950)                                                                                        | |                                                           |
| (33)      | PSB-BSP                  | Spaak III                                                                                | Paul-Henri Spaak (1899-1972)                   | Premier ministre et ministre des Affaires étrangères      | 3 septembre 1939 – 11 août 1949 (9 ans, 11 mois et 8 jours)     | Prince Charles (Régence) (1944-1950)                                                                                        | |                                                           |
| (33)      | PSB-BSP                  | Spaak IV                                                                                 | Paul-Henri Spaak (1899-1972)                   | Premier ministre et ministre des Affaires étrangères      | 3 septembre 1939 – 11 août 1949 (9 ans, 11 mois et 8 jours)     | Prince Charles (Régence) (1944-1950)                                                                                        | |                                                           |
| (32)      |                          |                                                                                          | Paul Van Zeeland (1893-1973)                   | PSC-CVP                                                   | 11 août 1949 – 23 avril 1954 (4 ans, 8 mois et 12 jours)        | Prince Charles (Régence) (1944-1950)                                                                                        | G. Eyskens I | Ministre des Affaires étrangères et du Commerce extérieur |
| (32)      | Duvieusart               |                                                                                          | Paul Van Zeeland (1893-1973)                   | PSC-CVP                                                   | 11 août 1949 – 23 avril 1954 (4 ans, 8 mois et 12 jours)        | Prince Charles (Régence) (1944-1950)                                                                                        | | Ministre des Affaires étrangères et du Commerce extérieur |
| (32)      | Léopold III (1934-1951)  |                                                                                          | Paul Van Zeeland (1893-1973)                   | PSC-CVP                                                   | 11 août 1949 – 23 avril 1954 (4 ans, 8 mois et 12 jours)        | | | Ministre des Affaires étrangères et du Commerce extérieur |
| (32)      | Pholien                  | Ministre des Affaires étrangères                                                         | Paul Van Zeeland (1893-1973)                   | PSC-CVP                                                   | 11 août 1949 – 23 avril 1954 (4 ans, 8 mois et 12 jours)        | | |                                                           |
| (32)      | Pholien                  | Ministre des Affaires étrangères                                                         | Paul Van Zeeland (1893-1973)                   | PSC-CVP                                                   | 11 août 1949 – 23 avril 1954 (4 ans, 8 mois et 12 jours)        | Baudouin (1951-1993) | |                                                           |
| (32)      | Van Houtte               | Ministre des Affaires étrangères                                                         | Paul Van Zeeland (1893-1973)                   | PSC-CVP                                                   | 11 août 1949 – 23 avril 1954 (4 ans, 8 mois et 12 jours)        | | |                                                           |
| (33)      |                          |                                                                                          | Paul-Henri Spaak (1899-1972)                   | PSB-BSP                                                   | 23 avril 1954 – 26 juin 1958 (4 ans, 2 mois et 3 jours)         | Van Acker IV | Ministre des Affaires étrangères |                                                           |
| 36        |                          |                                                                                          | Pierre Wigny (1905-1986)                       | PSC-CVP                                                   | 26 juin 1958 – 25 avril 1961 (2 ans, 9 mois et 30 jours)        | G. Eyskens II | Ministre des Affaires étrangères |                                                           |
| 36        | G. Eyskens III           |                                                                                          | Pierre Wigny (1905-1986)                       | PSC-CVP                                                   | 26 juin 1958 – 25 avril 1961 (2 ans, 9 mois et 30 jours)        | | Ministre des Affaires étrangères |                                                           |
| 36        | G. Eyskens III (remanié) |                                                                                          | Pierre Wigny (1905-1986)                       | PSC-CVP                                                   | 26 juin 1958 – 25 avril 1961 (2 ans, 9 mois et 30 jours)        | | Ministre des Affaires étrangères |                                                           |
| (33)      |                          |                                                                                          | Paul-Henri Spaak (1899-1972)                   | PSB-BSP                                                   | 25 avril 1961 – 13 mars 1966 (4 ans, 10 mois et 16 jours)       | Lefèvre | Vice premier ministre et ministre des Affaires étrangères                                                                                   |                                                           |
| (33)      | Harmel                   | Ministre des Affaires étrangères, chargé de la coordination de la politique étrangère    | Paul-Henri Spaak (1899-1972)                   | PSB-BSP                                                   | 25 avril 1961 – 13 mars 1966 (4 ans, 10 mois et 16 jours)       | | |                                                           |
| 37        |                          |                                                                                          | Pierre Harmel (1911-2009)                      | PSC-CVP                                                   | 13 mars 1966 – 26 janvier 1973 (6 ans, 10 mois et 13 jours)     | Vanden Boeynants I | Ministre des Affaires étrangères |                                                           |
| 37        |                          | PSC                                                                                      | Pierre Harmel (1911-2009)                      | G. Eyskens IV                                             | 13 mars 1966 – 26 janvier 1973 (6 ans, 10 mois et 13 jours)     | | Ministre des Affaires étrangères |                                                           |
| 37        | G. Eyskens V             | PSC                                                                                      | Pierre Harmel (1911-2009)                      |                                                           | 13 mars 1966 – 26 janvier 1973 (6 ans, 10 mois et 13 jours)     | | Ministre des Affaires étrangères |                                                           |
| 38        |                          |                                                                                          | Renaat Van Elslande (1916-2000)                | CVP                                                       | 26 janvier 1973 – 3 juin 1977 (4 ans, 4 mois et 8 jours)        | Leburton I | Ministre des Affaires étrangères |                                                           |
| 38        | Leburton II              |                                                                                          | Renaat Van Elslande (1916-2000)                | CVP                                                       | 26 janvier 1973 – 3 juin 1977 (4 ans, 4 mois et 8 jours)        | | Ministre des Affaires étrangères |                                                           |
| 38        | Tindemans I              | Ministre des Affaires étrangères et de la Coopération au développement                   | Renaat Van Elslande (1916-2000)                | CVP                                                       | 26 janvier 1973 – 3 juin 1977 (4 ans, 4 mois et 8 jours)        | | |                                                           |
| 38        | Tindemans II             | Ministre des Affaires étrangères et de la Coopération au développement                   | Renaat Van Elslande (1916-2000)                | CVP                                                       | 26 janvier 1973 – 3 juin 1977 (4 ans, 4 mois et 8 jours)        | | |                                                           |
| 38        | Tindemans III            | Ministre des Affaires étrangères et de la Coopération au développement                   | Renaat Van Elslande (1916-2000)                | CVP                                                       | 26 janvier 1973 – 3 juin 1977 (4 ans, 4 mois et 8 jours)        | | |                                                           |
| 39        |                          |                                                                                          | Henri Simonet (1931-1996)                      | PSB-BSP                                                   | 3 juin 1977 – 18 mai 1980 (2 ans, 11 mois et 15 jours)          | Tindemans IV | Ministre des Affaires étrangères |                                                           |
| 39        |                          | PS                                                                                       | Henri Simonet (1931-1996)                      | Vanden Boeynants II                                       | 3 juin 1977 – 18 mai 1980 (2 ans, 11 mois et 15 jours)          | Ministre des Affaires étrangères et secrétaire d'État à l'Économie régionale, adjoint au ministre des affaires bruxelloises | |                                                           |
| 39        | Martens I                | PS                                                                                       | Henri Simonet (1931-1996)                      | Ministre des Affaires étrangères                          | 3 juin 1977 – 18 mai 1980 (2 ans, 11 mois et 15 jours)          | | |                                                           |
| 39        | Martens II               | PS                                                                                       | Henri Simonet (1931-1996)                      | Ministre des Affaires étrangères                          | 3 juin 1977 – 18 mai 1980 (2 ans, 11 mois et 15 jours)          | | |                                                           |
| 40        |                          |                                                                                          | Charles-Ferdinand Nothomb (1936-2023)          | PSC                                                       | 18 mai 1980 – 17 décembre 1981 (1 an, 6 mois et 29 jours)       | Martens III | Ministre des Affaires étrangères |                                                           |
| 40        | Martens IV               |                                                                                          | Charles-Ferdinand Nothomb (1936-2023)          | PSC                                                       | 18 mai 1980 – 17 décembre 1981 (1 an, 6 mois et 29 jours)       | | Ministre des Affaires étrangères |                                                           |
| 40        | M. Eyskens               |                                                                                          | Charles-Ferdinand Nothomb (1936-2023)          | PSC                                                       | 18 mai 1980 – 17 décembre 1981 (1 an, 6 mois et 29 jours)       | | Ministre des Affaires étrangères |                                                           |
| 41        |                          |                                                                                          | Leo Tindemans (1922-2014)                      | CVP                                                       | 17 décembre 1981 – 19 juin 1989 (7 ans, 6 mois et 2 jours)      | Martens V | Ministre des Relations extérieures |                                                           |
| 41        | Martens VI               |                                                                                          | Leo Tindemans (1922-2014)                      | CVP                                                       | 17 décembre 1981 – 19 juin 1989 (7 ans, 6 mois et 2 jours)      | | Ministre des Relations extérieures |                                                           |
| 41        | Martens VII              |                                                                                          | Leo Tindemans (1922-2014)                      | CVP                                                       | 17 décembre 1981 – 19 juin 1989 (7 ans, 6 mois et 2 jours)      | | Ministre des Relations extérieures |                                                           |
| 41        | Martens VIII             |                                                                                          | Leo Tindemans (1922-2014)                      | CVP                                                       | 17 décembre 1981 – 19 juin 1989 (7 ans, 6 mois et 2 jours)      | | Ministre des Relations extérieures |                                                           |
| 42        |                          |                                                                                          | Mark Eyskens (1933- )                          | CVP                                                       | 19 juin 1989 – 7 mars 1992 (2 ans, 8 mois et 17 jours)          | Ministre des Affaires étrangères                                                                                            | |                                                           |
| 42        | Martens IX               | Ministre des Relations extérieures                                                       | Mark Eyskens (1933- )                          | CVP                                                       | 19 juin 1989 – 7 mars 1992 (2 ans, 8 mois et 17 jours)          | | |                                                           |
| 43        |                          |                                                                                          | Willy Claes (1938- )                           | SP                                                        | 7 mars 1992 – 10 octobre 1994 (2 ans, 7 mois et 3 jours)        | Dehaene I | Vice-premier ministre, ministre des Affaires étrangères                                                                                     |                                                           |
| 43        | Albert II (1993-2013)    |                                                                                          | Willy Claes (1938- )                           | SP                                                        | 7 mars 1992 – 10 octobre 1994 (2 ans, 7 mois et 3 jours)        | Dehaene I | Vice-premier ministre, ministre des Affaires étrangères                                                                                     |                                                           |
| 44        |                          |                                                                                          | Frank Vandenbroucke (1955- )                   | SP                                                        | 10 octobre 1994 – 22 mars 1995 (5 mois et 12 jours)             | Dehaene I | Vice-premier ministre, ministre des Affaires étrangères                                                                                     |                                                           |
| 45        |                          |                                                                                          | Erik Derycke (1949- )                          | SP                                                        | 22 mars 1995 – 12 juillet 1999 (4 ans, 3 mois et 20 jours)      | Dehaene I | Vice-premier ministre, ministre des Affaires étrangères                                                                                     |                                                           |
| 45        | Dehaene II               | Ministre des Affaires étrangères                                                         | Erik Derycke (1949- )                          | SP                                                        | 22 mars 1995 – 12 juillet 1999 (4 ans, 3 mois et 20 jours)      | | |                                                           |
| 46        |                          |                                                                                          | Louis Michel (1947- )                          | PRL                                                       | 12 juillet 1999 – 18 juillet 2004 (5 ans et 6 jours)            | Verhofstadt I | Vice-premier ministre, ministre des Affaires étrangères                                                                                     |                                                           |
| 46        | MR                       |                                                                                          | Louis Michel (1947- )                          |                                                           | 12 juillet 1999 – 18 juillet 2004 (5 ans et 6 jours)            | Verhofstadt I | Vice-premier ministre, ministre des Affaires étrangères                                                                                     |                                                           |
| 46        | Verhofstadt II           |                                                                                          | Louis Michel (1947- )                          |                                                           | 12 juillet 1999 – 18 juillet 2004 (5 ans et 6 jours)            | | Vice-premier ministre, ministre des Affaires étrangères                                                                                     |                                                           |
| 47        |                          |                                                                                          | Karel De Gucht (1954- )                        | VLD                                                       | 18 juillet 2004 – 15 juillet 2009 (4 ans, 11 mois et 27 jours)  | Ministre des Affaires étrangères                                                                                            | |                                                           |
| 47        | Open Vld                 | Verhofstadt III                                                                          | Karel De Gucht (1954- )                        |                                                           | 18 juillet 2004 – 15 juillet 2009 (4 ans, 11 mois et 27 jours)  | Ministre des Affaires étrangères                                                                                            | |                                                           |
| 47        | Open Vld                 | Leterme I                                                                                | Karel De Gucht (1954- )                        |                                                           | 18 juillet 2004 – 15 juillet 2009 (4 ans, 11 mois et 27 jours)  | Ministre des Affaires étrangères                                                                                            | |                                                           |
| 47        | Open Vld                 | Van Rompuy                                                                               | Karel De Gucht (1954- )                        | Vice-premier ministre, ministre des Affaires étrangères   | 18 juillet 2004 – 15 juillet 2009 (4 ans, 11 mois et 27 jours)  | | |                                                           |
| 48        |                          | Van Rompuy                                                                               |                                                | Yves Leterme (1960- )                                     | CD&V                                                            | 15 juillet – 25 novembre 2009 (4 mois et 10 jours)                                                                          | Ministre des Affaires étrangères |                                                           |
| 49        |                          |                                                                                          | Steven Vanackere (1964-)                       | CD&V                                                      | 25 novembre 2009 – 6 décembre 2011 (2 ans et 11 jours)          | Leterme II | Vice-premier ministre, ministre des Affaires étrangères et des Réformes institutionnelles                                                   |                                                           |
| 50        |                          |                                                                                          | Didier Reynders (1958- )                       | MR                                                        | 6 décembre 2011 – 30 novembre 2019 (7 ans, 11 mois et 24 jours) | Di Rupo | Vice-premier ministre, ministre des Affaires étrangères, du Commerce extérieur et des Affaires européennes                                  |                                                           |
| 50        | Philippe (2013- )        |                                                                                          | Didier Reynders (1958- )                       | MR                                                        | 6 décembre 2011 – 30 novembre 2019 (7 ans, 11 mois et 24 jours) | Di Rupo | Vice-premier ministre, ministre des Affaires étrangères, du Commerce extérieur et des Affaires européennes                                  |                                                           |
| 50        | Michel I                 | Vice-premier ministre, ministre des Affaires étrangères et européennes                   | Didier Reynders (1958- )                       | MR                                                        | 6 décembre 2011 – 30 novembre 2019 (7 ans, 11 mois et 24 jours) | | |                                                           |
| 50        | Michel II                | Vice-premier ministre, ministre des Affaires étrangères et européennes                   | Didier Reynders (1958- )                       | MR                                                        | 6 décembre 2011 – 30 novembre 2019 (7 ans, 11 mois et 24 jours) | | |                                                           |
| 50        | Wilmès I                 | Vice-premier ministre, ministre des Affaires étrangères et européennes, et de la Défense | Didier Reynders (1958- )                       | MR                                                        | 6 décembre 2011 – 30 novembre 2019 (7 ans, 11 mois et 24 jours) | | |                                                           |
| 51        | Wilmès I                 |                                                                                          |                                                | Philippe Goffin (1967- )                                  | MR                                                              | 30 novembre 2019 – 1er octobre 2020 (10 mois et 1 jour)                                                                     | Ministre des Affaires étrangères et de la Défense                                                                                           |                                                           |
| 51        | Wilmès II                |                                                                                          |                                                | Philippe Goffin (1967- )                                  | MR                                                              | 30 novembre 2019 – 1er octobre 2020 (10 mois et 1 jour)                                                                     | Ministre des Affaires étrangères et de la Défense                                                                                           |                                                           |
| 52        |                          |                                                                                          | Sophie Wilmès (1975-)                          | MR                                                        | 1er octobre 2020 - 15 juillet 2022 (1 an, 9 mois et 14 jours)   | De Croo | Vice-première ministre, ministre des Affaires étrangères, des Affaires européennes, du Commerce extérieur et des Institutions biculturelles |                                                           |
| 53        |                          |                                                                                          | Hadja Lahbib (1970-)                           | MR                                                        | 15 juillet 2022 - 1er décembre 2024 (2 ans, 4 mois et 16 jours) | De Croo | Ministre des Affaires étrangères, des Affaires européennes, du Commerce extérieur et des Institutions biculturelles                         |                                                           |
| 54        |                          |                                                                                          | Bernard Quintin (1971-)                        | MR                                                        | 2 décembre 2024 - 3 février 2025 (2 mois et 1 jour)             | De Croo | Ministre des Affaires étrangères, des Affaires européennes, du Commerce extérieur et des Institutions biculturelles                         |                                                           |
| 55        |                          |                                                                                          | Maxime Prévot (1978-)                          | Les Engagés                                               | Depuis le 3 février 2025 (4 mois et 1 jour)                     | De Wever | Vice-premier ministre et Ministre des Affaires étrangères, des Affaires européennes et de la Coopération au développement                   |                                                           |